# Åskloster
Åskloster är en småort i Ås socken i Varbergs kommun belägen vid Klosterfjorden, cirka 13 kilometer norr om centralorten Varberg. Åskloster är även platsen för ån Viskans utlopp.

## Historia
I juni 1979 invigdes den del av Europaväg 6, som eliminerade Åskloster som genomfartsort, vilket så småningom ledde till nedläggning av den tidigare välbesökta bensinstationen. Åskloster hade också en järnvägsstation, men även den är nedlagd sedan länge.
I Åskloster öppnades en skoaffär år 1955, vilken senare växte till Nilson Group, som idag äger till exempel Din sko.

### Befolkningsutveckling
| Befolkningsutvecklingen i Åskloster 1990–2015 | Befolkningsutvecklingen i Åskloster 1990–2015 | Befolkningsutvecklingen i Åskloster 1990–2015 | Befolkningsutvecklingen i Åskloster 1990–2015 | Befolkningsutvecklingen i Åskloster 1990–2015 |
| --------------------------------------------- | --------------------------------------------- | --------------------------------------------- | --------------------------------------------- | --------------------------------------------- |
|                                               |                                               |                                               |                                               |                                               |
| År                                            |                                               |                                               | Folkmängd                                     | Areal (ha)                                    |
| 1990                                          | 1990                                          |                                               | 136                                           |                                               |
| 1995                                          | 1995                                          |                                               | 153                                           |                                               |
| 2000                                          | 2000                                          |                                               | 159                                           |                                               |
| 2005                                          | 2005                                          |                                               | 152                                           |                                               |
| 2010                                          | 2010                                          |                                               | 156                                           | 13                                            |
| 2015                                          | 2015                                          |                                               | 167                                           | 21                                            |
|                                               |                                               |                                               |                                               |                                               |

## Idrott
En golfbana har på senare år etablerats invid kungsgården. Samhällets idrottsklubb heter Åsklosters IF och deras hemmaplan, Klostervallen, ligger intill golfbanan. 

## Sevärdheter
Sevärda platser är Åsklosters kungsgård och lämningarna efter det gamla Ås kloster. 

## Galleri

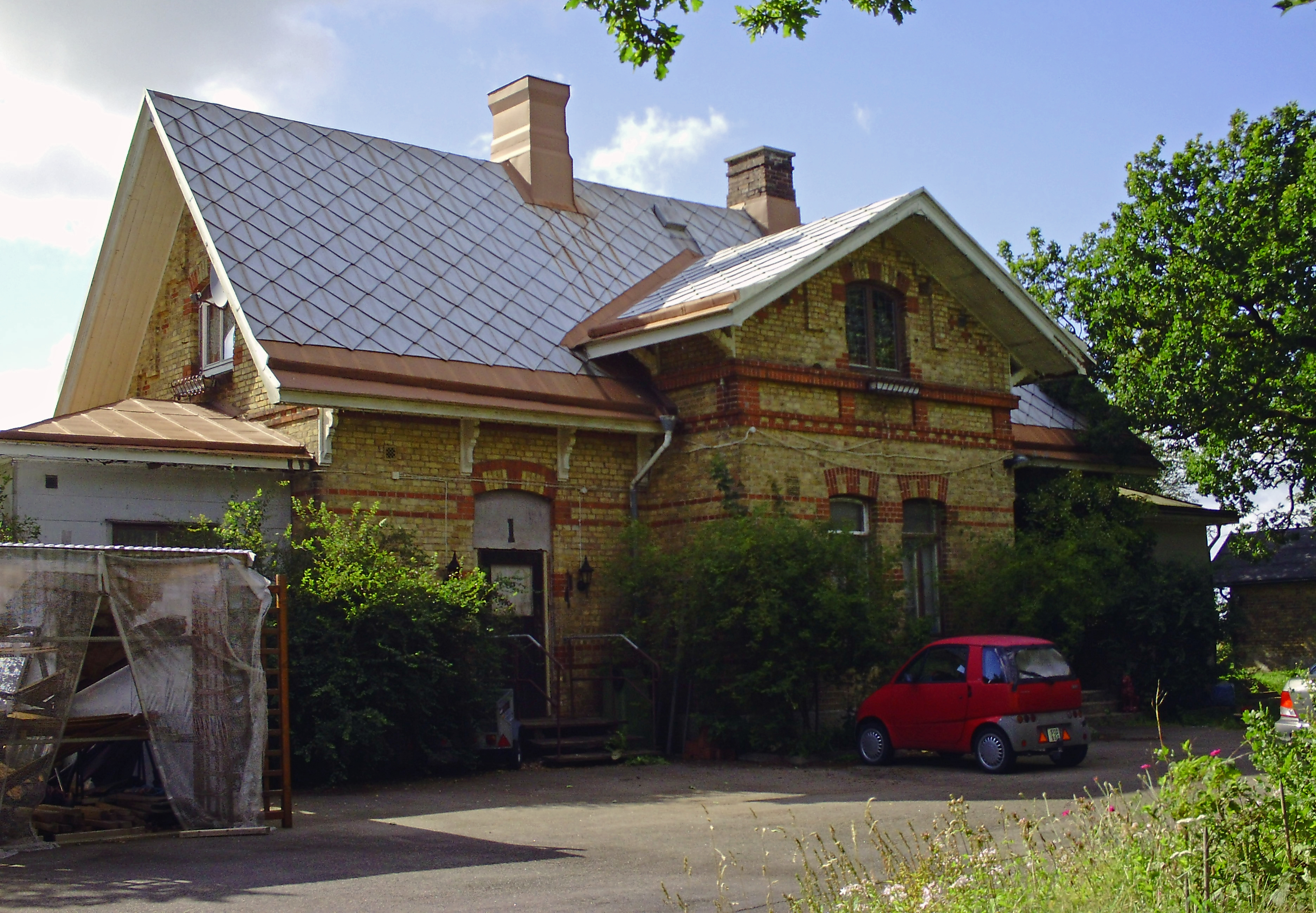
Framsidan av det gamla stationshuset.
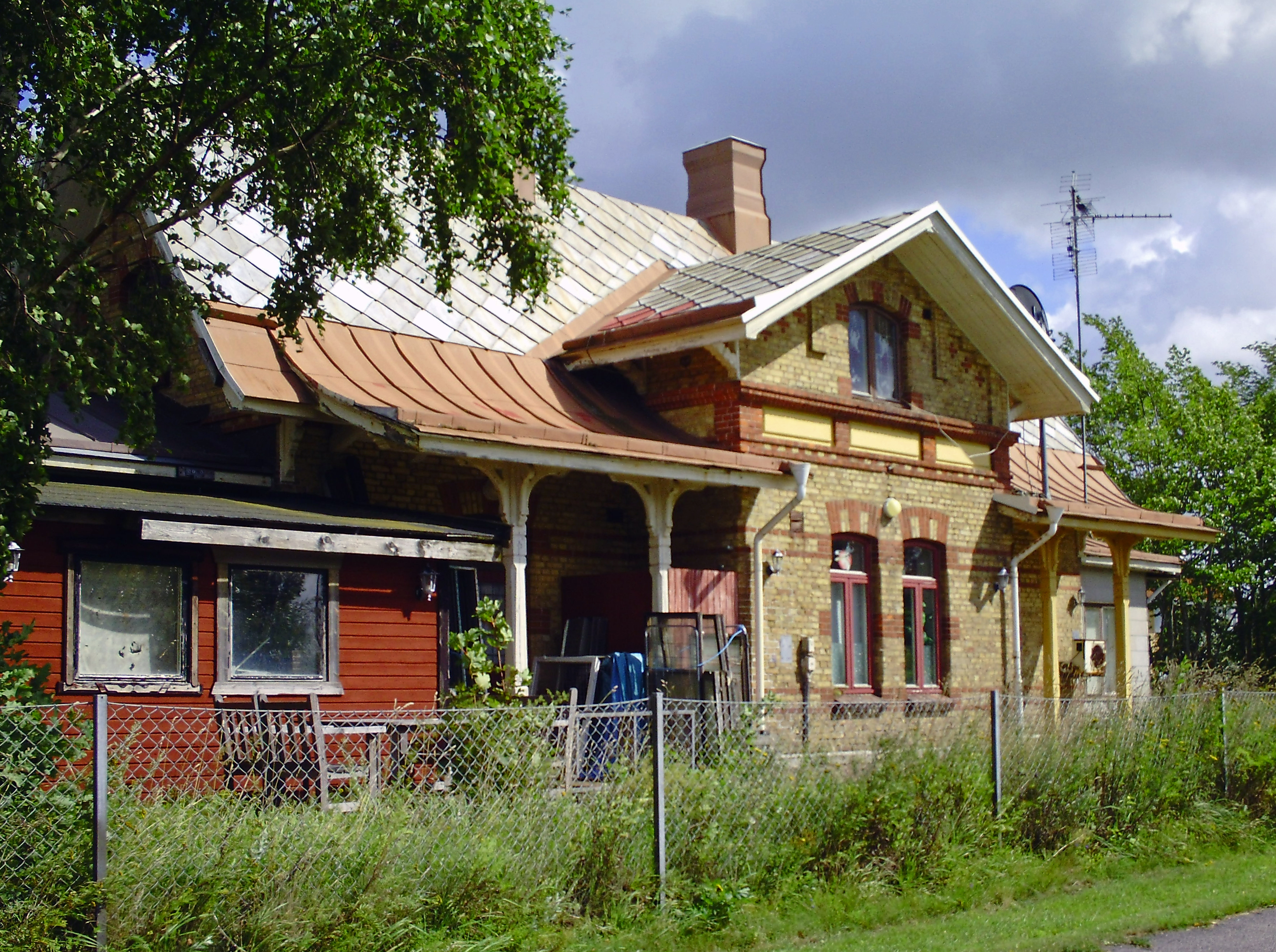
Baksidan av stationshuset.
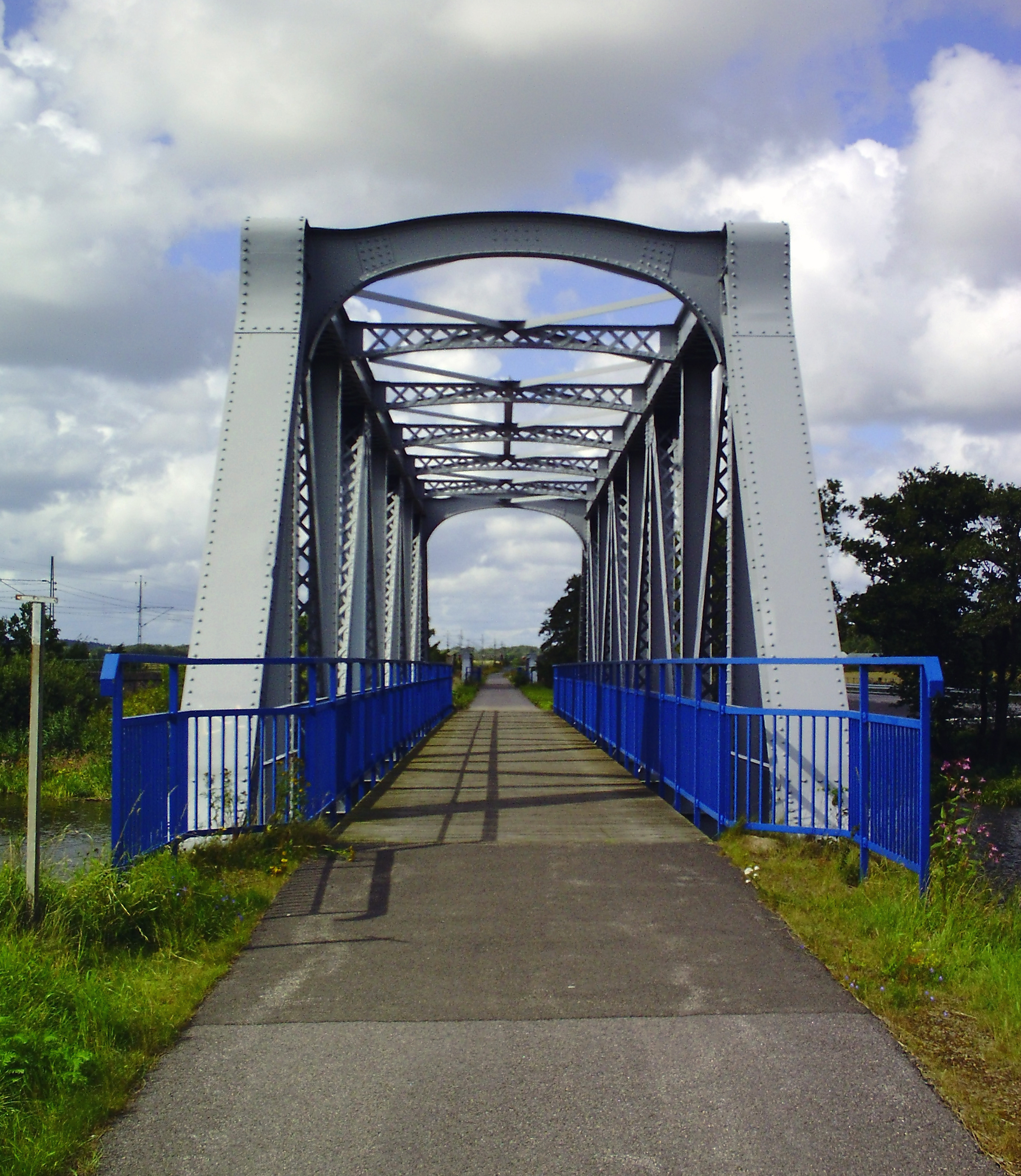
Gångbro över Viskan.